# Eesti Laul 2025
Der 17. Eesti Laul war der estnische Vorentscheid für den Eurovision Song Contest 2025 in Basel und fand am 15. Februar 2025 statt. Als Gewinner des Abends ging Tommy Cash mit Espresso Macchiato hervor.

## Format

### Konzept
Am 16. September 2024 bestätigte Eesti Rahvusringhääling (ERR) seine Teilnahme am Eurovision Song Contest 2025. Gleichzeitig gab man bekannt, dass der Eesti Laul erneut als Vorentscheid fungieren werde. Erstmals seit 2010 wird der Eesti Laul nur aus einem Finale bestehen. Dieses wird jedoch wieder in zwei Hälften unterteilt. In der ersten Hälfte wird eine siebenköpfige, internationale Fachjury gemeinsam mit dem Televoting die drei Teilnehmer des Superfinales bestimmen. In diesem stimmt dann ausschließlich das Televoting über den Sieger ab.

### Beitragswahl
Zwischen dem 16. September und dem 21. Oktober 2024 konnten interessierte Künstler ihre Beiträge bei ERR einreichen. Folgende Voraussetzungen wurden, neben den Regeln des Eurovision Song Contests, an die Beiträge gestellt:
- Interpreten, Komponisten und Texter können bis zu fünf Beiträge einreichen.
- Mindestens einer der Komponisten oder Texter muss estnischer Staatsbürger sein oder seinen Hauptwohnsitz in Estland haben. Für Interpreten bestehen keine derartigen Beschränkungen
- Es wird eine Teilnahmegebühr erhoben, abhängig von der Sprache des Beitrags. Für estnischsprachige Beiträge beträgt diese 50 Euro, für alle anderen Sprachen 100 Euro. An den letzten beiden Tagen des Einreichezeitraums steigt diese Gebühr auf 100 Euro bzw. 200 Euro.
- Für jeden Beitrag muss ein Musikvideo erstellt werden, welches bis spätestens 2. Dezember 2024 an ERR übermittelt werden muss.
- Nachträgliche Bearbeitungen der Beiträge können maximal bis zum 13. Dezember 2024 vorgenommen werden.

Die Namen der Interpreten sollten bis spätestens 11. November 2024 bekanntgegeben werden, die Beiträge bis spätestens 6. Dezember 2024.
Aus den eingereichten Beiträgen wählte eine Fachjury, bestehend aus mindestens 25 Personen, 15 Beiträge für den Eesti Laul aus. Aus den nicht berücksichtigten Einreichungen konnte die Öffentlichkeit einen 16. Teilnehmer auswählen.
Insgesamt wurden 175 Beiträge eingereicht, was einem Rückgang von 40 Einreichungen gegenüber dem Vorjahr entspricht. Die 15 Beiträge, welche von der Jury ausgewählt wurden, wurden am 4. und 5. November 2024 präsentiert. Ein erster Teilnehmer wurde jedoch bereits am 1. November in der Sendung Ringvaade präsentiert, eine zweite am darauffolgenden Tag.

#### Jury
Die Jury, welche für die Auswahl von 15 Beiträgen verantwortlich war, setzte sich wie folgt zusammen:
- Alika – Teilnehmerin am Eurovision Song Contest 2023
- Jüri Pootsmann – Teilnehmer am Eurovision Song Contest 2016
- Kohver – Mitglied von 5miinust, Teilnehmer am Eurovision Song Contest 2024
- Maian Kärmas – Komponist des estnischen Beitrags von 2001
- Mihkel Mattisen – Komponist des estnischen Beitrags von 2013
- Sven Lõhmus – Komponist der estnischen Beiträge von 2005, 2009, 2011 und 2017, sowie des estnischen Beitrags beim Junior Eurovision Song Contest 2024
- Tanja Mihhailova-Saar – Teilnehmerin am Eurovision Song Contest 2014
- Andry Padar
- Allan Roosileht
- Gita Siimpoeg
- Grete Kuld
- Henri Laumets
- Johanna Mängel
- Jürgen Pärnsalu
- Maris Järva
- Maris Kõrvits
- Owe Petersell
- Pille-Riin Karrom
- Robert Kõrvits
- Alice Aleksandridi
- Andi Aus
- Anneli Pilpak
- Heini Vaikmaa
- Jana Hallas
- Kristo Veinberg
- Magnus Müürsepp
- Raivo Tafenau
- Piret Krumm
- Saara Pius
- Siim Aimla
- Tarvo Mölder
- Indrek Sarrap
- Karl Ander Reismann
- Ülar-Johannes Palm

### Moderation
Am 19. Dezember 2024 wurden mit Ines und Põhja-Korea die beiden Moderatoren der Sendung vorgestellt. Ines vertrat Estland im Jahr 2000 beim Eurovision Song Contest, Põhja-Korea nahm als Teil von 5miinust im Vorjahr teil.

### Jury
Die Jury des Vorentscheid selbst bestand aus folgenden Personen:
- Regína Ósk, Sängerin
- William Lee Adams, Journalist
- Juris Matuzelis, Leiter der Unterhaltungsabteilung bei Latvijas Televīzija
- Ramūnas Zilnys, Musikjournalist bei Lietuvos nacionalinis radijas ir televizija
- Marvin Dietmann, Choreograph
- Ene Rämmeld, Schauspielerin
- Alexandra Rotan, Sängerin, Teilnehmerin beim Eurovision Song Contest 2019 als Teil von KEiiNO
- / Victor Crone, Musiker, Teilnehmer für Estland beim Eurovision Song Contest 2019

## Wildcard
Das Onlinevoting über die Wildcard fand zwischen dem 28. Dezember 2024 und dem 5. Januar 2025 statt. Es nahmen die 20 besten Einreichungen, die von der Jury nicht für den Vorentscheid berücksichtigt wurden daran teil. Gerli Padar nahm bereits 2007 am Eurovision Song Contest teil, Laura Põldvere in den Jahren 2005 (als Teil der Band Suntribe) und 2017 (gemeinsam mit Koit Toome). Die Ergebnisse wurden am 6. Januar 2025 bekanntgegeben.
| Platz | Interpret               | Lied Musik (M) und Text (T)                                                                     | Sprache  | Übersetzung (inoffiziell)                  |
| ----- | ----------------------- | ----------------------------------------------------------------------------------------------- | -------- | ------------------------------------------ |
| 1     | Marta Lotta             | Tantsin veel M/T: Johannes Pihlak, Marta Lotta Kukk, Taavi-Peeter Liiv                          | Estnisch | Ich habe immer noch getanzt                |
| 2     | AG & Laura Põldvere     | Pimepäev M/T:                                                                                   | Estnisch | Dunkler Tag                                |
| 3     | Horror Dance Squad      | The Rebel Reborn M/T: Henri Kuusk, Ian Robert Karell, Indrek Ulp, Karl Mesiuup, Mikk Peetrimägi | Englisch | Der wiedergeborene Rebell                  |
| 4     | Cecilia                 | Rollercoaster M/T: Cecilia-Martina Mägi, Sander Sadam                                           | Englisch | Achterbahn                                 |
| 5     | Everfall                | Stories We Hold M/T: Claus Pener, Martin Vist                                                   | Englisch | Geschichten, die wir bewahren              |
| 6     | Synne Valtri            | Butterflies & Bees M/T: Johannes Lõhmus, Synne Valtri                                           | Englisch | Schmetterlinge und Bienen                  |
| 7     | Merwis                  | Aknal langevaid pisaraid M/T:                                                                   | Estnisch | Tränen fallen auf das Fenster              |
| 8     | Mick Pedaja             | Sound of Pines M/T: Mick Pedaja                                                                 | Englisch | Klang der Pinien                           |
| 9     | Carol Suurevälja        | Purpose M/T: Carol Suurevälja, Claus Pener                                                      | Englisch | Sinn                                       |
| 10    | Antsud Metal Project    | Ei enam M/T: Aile Alveus, Emmanouil Tselepis                                                    | Estnisch | Nicht mehr                                 |
| 11–20 | Bel-Etage Swingorkester | Mind kõikjal näed M/T:                                                                          | Estnisch | Du siehst mich überall                     |
| 11–20 | Ela                     | Südamés M/T:                                                                                    | Estnisch | Im Herzen                                  |
| 11–20 | Elina Martinson         | Sinitihane M/T: Tuuli Pruul                                                                     | Estnisch | Blaumeise                                  |
| 11–20 | Felix Enghult           | More then Innocent M/T: Felix Enghult, Mattias Athlei, Stig Rästa, Teven Aavik                  | Englisch | Mehr als Unschuldig                        |
| 11–20 | Gerli Padar             | Võõraks jääd M/T:                                                                               | Estnisch | Du wirst ein Fremder sein                  |
| 11–20 | Kozy                    | Nii jääb (tahan, et tead) M/T:                                                                  | Estnisch | So läuft es (ich möchte, dass du es weißt) |
| 11–20 | Marianne Leibur         | Pluto and Mars M/T:                                                                             | Englisch | Pluto und Mars                             |
| 11–20 | Sarah Murray            | High on Myself New M/T: Liis Hainla, Sander Sadam, Sarah Murray                                 | Englisch | Von mir selbst berauscht                   |
| 11–20 | Silver Jusilo           | Turn Back Time M/T: Markus Palo, Silver Jusilo                                                  | Englisch | Dreh die Zeit zurück                       |
| 11–20 | Sten-Olle               | Noorex M/T:                                                                                     | Estnisch | –                                          |

 Für den Vorentscheid qualifiziert

## Teilnehmer
Anna Sahlene nahm bereits 2002 für Estland am Eurovision Song Contest teil. Janek sowie dessen Komponist und Texter Kjetil Mørland nahmen bereits 2023 am Eesti Laul teil. Mørland vertrat 2015 Norwegen beim Eurovision Song Contest. Andrei Zevakin nahm bereits 2022 mit Grete Paia am Eesti Laul teil. Elysa nahm bereits 2022 und 2023 am Eesti Laul teil. 
| Platz | Startnr. | Interpret                   | Lied Musik (M) und Text (T)                                                                                                   | Sprache               | Übersetzung (inoffiziell)   | Jury    | Jury   | Televoting | Televoting | Gesamt |
| Platz | Startnr. | Interpret                   | Lied Musik (M) und Text (T)                                                                                                   | Sprache               | Übersetzung (inoffiziell)   | Stimmen | Punkte | Stimmen    | Punkte     | Gesamt |
| ----- | -------- | --------------------------- | --- | --------------------- | --------------------------- | ------- | ------ | ---------- | ---------- | ------ |
| 1     | 15       | Tommy Cash                  | Espresso Macchiato M/T: Tommy Cash, Johannes Naukkarinen                                                                      | Englisch, Italienisch | –                           | 75      | 16     | 23.625     | 16         | 32     |
| 2     | 14       | andrei zevakin feat. Karita | Ma ei tea sind M/T: Andrei Zevakin, Liina Ariadne Pedanik, Martti Hallik                                                      | Estnisch              | Ich kenne dich nicht        | 35      | 13     | 5.233      | 15         | 28     |
| 3     | 9        | An-Marlen                   | Külm M/T: Frederik Mustonen, Ingel Marlen Mikk, Maria Vainumägi                                                               | Estnisch              | Kalt                        | 68      | 15     | 1.811      | 13         | 28     |
| 4     | 3        | Janek                       | Frozen M/T: Janek Valgepea, Kjetil Mørland                                                                                    | Englisch              | Gefroren                    | 58      | 14     | 1.393      | 12         | 26     |
| 5     | 1        | ANT                         | Tomorrow Never Comes M/T: Ant Nurhan, Kim Wennerström, Merili Käsper                                                          | Englisch              | Morgen kommt nie            | 32      | 11     | 2.887      | 14         | 25     |
| 6     | 6        | FELIN                       | Solo Anthem M/T: Paul Rey, Gevin Niglas, Johanna Ekholm, Elin Blom Etoall                                                     | Englisch              | Solo-Hymne                  | 34      | 12     | 626        | 9          | 21     |
| 7     | 10       | Frants Tikerpuu             | Trouble M/T: Frants Tikerpuu                                                                                                  | Englisch              | Ärger                       | 20      | 7      | 1.389      | 11         | 18     |
| 8     | 7        | Elysa                       | The Last to Know M/T: Simon Peyron, Angelino Markenhorn, Julie Aagaard, Elisa Kolk                                            | Englisch              | Die Letzte, die es erfährt  | 25      | 9      | 600        | 8          | 17     |
| 9     | 13       | Minimal Wind                | Armageddon M/T: Elisabeth Tiffany Lepik, Taavi-Hans Kõlar, Paula Pajusaar, Velle Tamme, Robin Kiisholts, Katri Merily Reimand | Englisch              | –                           | 23      | 8      | 462        | 6          | 14     |
| 10    | 16       | Marta Lotta                 | Tantsin veel M/T: Johannes Pihlak, Marta Lotta Kukk, Taavi-Peeter Liiv                                                        | Estnisch              | Ich habe immer noch getanzt | 9       | 3      | 1,132      | 10         | 13     |
| 11    | 8        | Gem98                       | Psycho M/T: Richard Sepajõe, Gevin Niglas, Karl Birnbaum, Frederik Küüts                                                      | Englisch              | –                           | 28      | 10     | 356        | 3          | 13     |
| 12    | 5        | Johanne Elise               | Eyes Don't Lie M/T: Timo Vendt, Johanna-Elise Kabe                                                                            | Englisch              | Augen lügen nicht           | 16      | 5      | 455        | 5          | 10     |
| 13    | 4        | Räpina Jack & Kaisa Ling    | Tule M/T: Kill Kaare, Kaisa Ling                                                                                              | Estnisch              | Aufleuchten                 | 6       | 2      | 576        | 7          | 9      |
| 14    | 11       | Anna Sahlene                | Love Me Low M/T: David Lindgren Zacharias, Bobby Ljunggren, Michaela Stridbeck, Anna Sahlin, Dagmar Oja, Kaire Vilgats        | Englisch              | Liebe mich tief             | 15      | 4      | 365        | 4          | 8      |
| 15    | 2        | Stereo Terror               | Prty Till the End of the World M/T: Lauri Hämäläinen, Heigo Anto                                                              | Englisch              | Party bis zum Ende der Welt | 17      | 6      | 257        | 2          | 8      |
| 16    | 12       | Tuuli Rand                  | Rem M/T: Tuuli Rand, Cecilia Martina Mägi, Sander Sadam                                                                       | Estnisch              | –                           | 3       | 1      | 223        | 1          | 2      |

 Interpret hat sich für das Superfinale qualifiziert

### Detailliertes Juryvoting
| Startnr. | Lied                           | Regína Ósk | William Lee Adams | Juris Matuzelis | Ramūnas Zilnys | Marvin Dietmann | Ene Rämmeld | Alexandra Rotan | / Victor Crone | Total |
| -------- | ------------------------------ | ---------- | ----------------- | --------------- | -------------- | --------------- | ----------- | --------------- | -------------- | ----- |
| 1        | Tomorrow Never Comes           | 2          | 3                 | 6               | 7              | 7               | –           | 7               | –              | 32    |
| 2        | Prty Till the End of the World | 6          | 6                 | –               | –              | –               | –           | 5               | –              | 17    |
| 3        | Frozen                         | 10         | 8                 | 10              | 10             | 4               | 7           | 8               | 1              | 58    |
| 4        | Tule                           | –          | –                 | 1               | –              | –               | 2           | –               | –              | 6     |
| 5        | Eyes Don't Lie                 | –          | –                 | –               | –              | 5               | –           | 4               | 7              | 16    |
| 6        | Solo Anthem                    | 12         | –                 | 4               | 5              | 6               | –           | 2               | 5              | 34    |
| 7        | The Last to Know               | –          | 2                 | 2               | 1              | 3               | 5           | 6               | 6              | 25    |
| 8        | Psycho                         | –          | 12                | –               | –              | –               | 6           | –               | 10             | 28    |
| 9        | Külm                           | 4          | 7                 | 7               | 8              | 12              | 12          | 10              | 8              | 68    |
| 10       | Trouble                        | 1          | 1                 |                 | 4              | 1               | 10          | 3               | –              | 20    |
| 11       | Love Me Low                    | 5          | –                 | 5               | 3              | –               | –           | –               | 2              | 15    |
| 12       | REM                            | –          | –                 | –               | –              | –               | 3           | –               | –              | 3     |
| 13       | Armageddon                     | –          | 4                 | 3               | 2              | 8               | 1           | 1               | 4              | 23    |
| 14       | Ma ei tea sind                 | 8          | 5                 | 8               | 6              | –               | 8           | –               | –              | 35    |
| 15       | Espresso Macchiato             | 7          | 10                | 12              | 12             | 10              | –           | 12              | 12             | 75    |
| 16       | Tantsin veel                   | 3          | –                 | –               | –              | 2               | 4           | –               | –              | 9     |

## Superfinale
| Platz | Interpret                   | Lied Musik (M) und Text (T)                                              | Sprache               | Übersetzung (inoffiziell) | Televoting |
| ----- | --------------------------- | ------------------------------------------------------------------------ | --------------------- | ------------------------- | ---------- |
| 1     | Tommy Cash                  | Espresso Macchiato M/T: Tommy Cash, Johannes Naukkarinen                 | Englisch, Italienisch | –                         | 41.414     |
| 2     | andrei zevakin feat. Karita | Ma ei tea sind M/T: Andrei Zevakin, Liina Ariadne Pedanik, Martti Hallik | Estnisch              | Ich kenne dich nicht      | 4.334      |
| 3     | An-Marlen                   | Külm M/T: Frederik Mustonen, Ingel Marlen Mikk, Maria Vainumägi          | Estnisch              | Kalt                      | 3.634      |